# استیو گهوری
لوهوره استیو اولریک گهوری (فرانسوی: Lohoré Steve Ulrich Gohouri‎؛ زادهٔ ۸ فوریهٔ ۱۹۸۱ - درگذشته دسامبر ۲۰۱۵) بازیکن فوتبال اهل ساحل عاج بود.
وی همچنین در تیم ملی فوتبال ساحل عاج بازی کرده بود.

## ناپدید شدن و مرگ
در ۱۲ دسامبر ۲۰۱۵، خانوادهٔ گهوری گزارش دادند که او ناپدید شده‌است. وی آخرین بار در جشن کریسمس تیمش دیده شده بود و انتظار می‌رفت که پس از پایان جشن به دیدار خانواده‌اش در پاریس برود اما هیچوقت به مقصد نرسید. در روز ۲ ژانویه ۲۰۱۶، پلیس آلمان اعلام کرد که جسد وی در روز سال نو در رود راین در نزدیکی کرفلد پیدا شده‌است.